# Karen Bennett
Karen Bennett (ur. 5 lutego 1989) – brytyjska wioślarka. Srebrna medalistka olimpijska z Rio de Janeiro.
Zawody w 2016 były jej pierwszymi igrzyskami olimpijskimi. Medal zdobyła w ósemce. Wywalczyła srebro mistrzostw świata w 2015 w czwórce bez sternika. Na mistrzostwach Europy zdobyła w ósemce złoto w 2016 i srebro w 2018 oraz 2019. W 2017 była trzecia w dwójce bez sternika. Mieszka w Edynburgu.